# Ceratoculicoides moravicus
Ceratoculicoides moravicus är en tvåvingeart som beskrevs av Knoz 1987. Ceratoculicoides moravicus ingår i släktet Ceratoculicoides och familjen svidknott. Inga underarter finns listade i Catalogue of Life.